# Andrew Bosworth
Pour les articles homonymes, voir Bosworth.
Andrew « Boz » Bosworth est un informaticien américain. Il est président chargé de la réalité virtuelle et de la réalité augmentée chez Facebook.
Diplômé de l'université Harvard en 2004, il a été développeur sur Microsoft Visio avant de rejoindre Mark Zuckerberg chez Facebook en 2006 où il a créé le fil d'actualité.

## Vie privée
Bosworth est marié avec April Bosworth (née Wood).